# Lubnice (Berane)
Lubnice es un pueblo ubicado en el municipio de Berane, en Montenegro.

## Demografía
Hasta 2011 la población era de 229 habitantes, conformada por 77 hogares y 207 viviendas.
| 490                                                              | 650 | 644 | 545 | 368 | 244 | 245 | 229 |
| (Fuente: Population statistics of Eastern Europe & former USSR.) |     |     |     |     |     |     |     |

| Etnicidad                                           | Número | Porcentaje |
| --------------------------------------------------- | ------ | ---------- |
| Serbios                                             | 133    | 54,28 %    |
| Montenegrinos                                       | 103    | 42,04 %    |
| Yugoslavos                                          | 2      | 0,81 %     |
| Otros                                               | 7      | 4,83 %     |
| Fuente: Republic of Montenegro. Statistical Office. |        |            |